# جامعة أرئيل

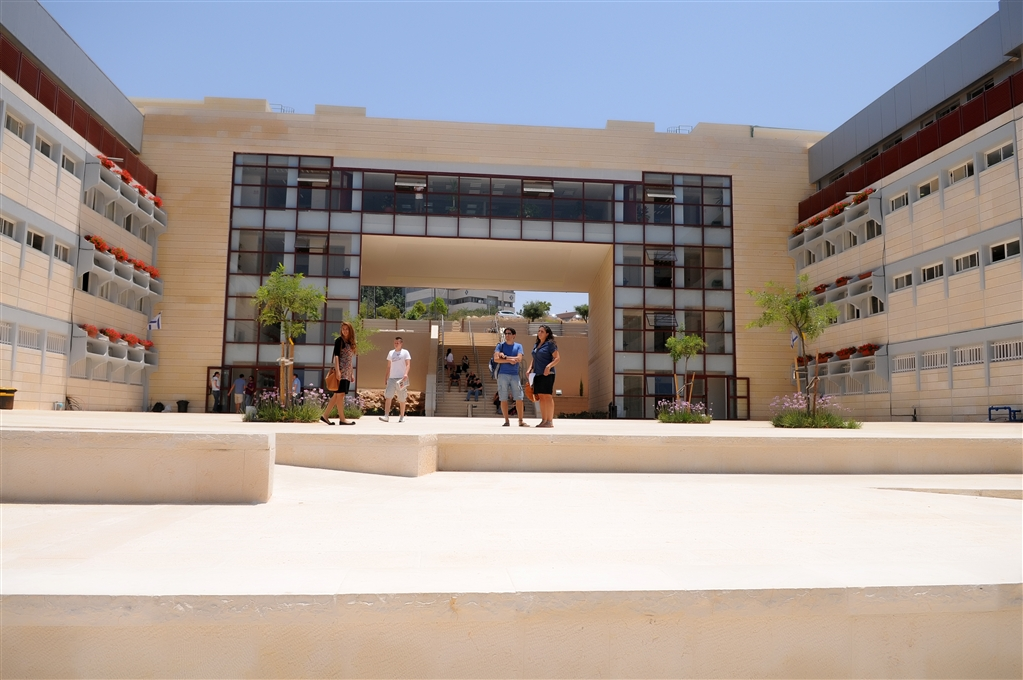
جامعة آرييل

جامعة آرييل (بالعبرية: אוניברסיטת אריאל) كانت سابقا كلية عامة وتعرف الآن باسم مركز جامعة أريئيل، هي جامعة الإسرائيلية الواقعة في مستوطنة آرييل في الضفة الغربية.
تأسست الكلية التي سبقت إنشاء جامعة آرييل في عام 1982 كفرع الإقليمي من جامعة بار ايلان. في الأصل موجودة في مستوطنة كدوميم، [5] انتقلت إلى آرييل حيث بني فيها أكبر حرم ثم أ صبحت أكبر الجامعات العامة الإسرائيلية. في العام الدراسي 2004-2005 انتهى انتماؤها إلى جامعة بار ايلان وأصبحت كلية مستقلة.
في 17 تموز 2012، صوت مجلس التعليم العالي في يهودا والسامرة لمنح وضع الكلية كالجامعة كاملة. [6] وقد أشاد بهذه الخطوة كل من رئيس الوزراء بنيامين نَتِنْ ياهو، ووزير التربية والتعليم جدعون ساعر، وزير الخارجية افيغدور ليبرمان وبعض أعضاء الكنيست [7]، وكذلك فوز عالم الاقتصاد والرياضيات روبرت أومان بجائزة نوبل. [8] أدان مجلس رؤساء الجامعات الإسرائيلية هذه الخطوة. [8] ووجدت دراسة في عام 2013 أن 65٪ من الجمهور في إسرائيل يؤيد الاعتراف بجامعة اريئيل الجامعة الثامنة في إسرائيل. [9]
لدى الجامعة 26 شعبة تمنح شهادة الليسانس، بكالوريوس وB.Arch. وتدرس في ثلاث كليات وثلاث مدارس. وبالإضافة إلى ذلك، جامعة آرييل تقدم برامج درجة الماجستير، ماجستير إدارة الأعمال في عام 2014، بدأت جامعة آرييل في منح درجة الدكتوراه بعد تدريسها برامج للدراسات الدكتوراة أيضا. في عام 2011، وكان يبلغ عدد طلابها 14000، ولها فرع في تل أبيب. يتم التعرف على جميع الدرجات من قبل مجلس التعليم العالي في إسرائيل.
وتتعاون جامعة آرييل مع المنظمات الدولية والجامعات في جميع أنحاء العالم. [10] [11] [12] [13] وكانت قد قُطعت الجامعة وموظفيها من طرف الكثيرين سواء في إسرائيل أو في الخارج، لموقعها وراء الخط الأخضر، في الأراضي الفلسطينية.

## مكانة الجامعة ومراتبها
في عام 2005، دعمت الحكومة الإسرائيلية رفع مستوى الكلية لمصاف جامعة. وكان لهذا التصنيف أن يوافق عليه مجلس التعليم العالي في إسرائيل. في يوليو 2006، رفض المجلس اقتراحا لدمج العديد من الكليات الإقليمية في الجليل. واستنادا إلى النتائج التي توصلت إليها لجنة عينها المجلس، تقرر عدم الموافقة على تأسيس أي جامعة جديدة في إسرائيل على مدى السنوات الخمس المقبلة. [14]
ترقية الكلية لمصاف جامعة كان مثيرا للجدل. حيث تعتبر المستوطنات مثل آرييل غير شرعية بموجب القانون الدولي من قبل المجتمع الدولي، ويرى الفلسطينيون انها عقبة في طريق السلام، [8] ولكن رغم التنديدات الحكومة الإسرائيلية استمرت. [15] وقال الوزير بوزارة الخارجية البريطانية اليستر بيرت: «نحن نشعر بخيبة أمل عميقة في قرار ترقية مركز جامعة ارييل آرييل وراء الخط الأخضر في مستوطنة غير قانونية وفقا للقانون الدولي (...) ونحن نكرر دعوتنا إلى. إسرائيل بشكل ملح لوقف هذه القرارات». [16]
في أغسطس 2007، قبل ترقية الكلية إلى جامعة رسميا والكليات تم تغيير اسم «مركز جامعة أريئيل». [17] على الرغم من أن رئيس الوزراء إيهود أولمرت أيد التغيير، وقال كل من وزير التربية والتعليم يولي تامير ومجلس التعليم العالي هم ستعوق ذلك، [18] مع هذا الأخير أعلن في عام 2008 أنها لن تعترف درجة تمنحها الكلية. [19] وقد اعترف تغيير الاسم في عام 2010، على الرغم من أن الكلية ظلت دون اعتماد حتى تمت الموافقة عليه في يوليو 2012. [20] [21]
يوم 24 ديسمبر عام 2012، أمر وزير الدفاع الإسرائيلي ايهود باراك في القيادة المركزية للاعتراف رسميا جامعة آرييل كجامعة معتمدة بشكل كامل. [22]

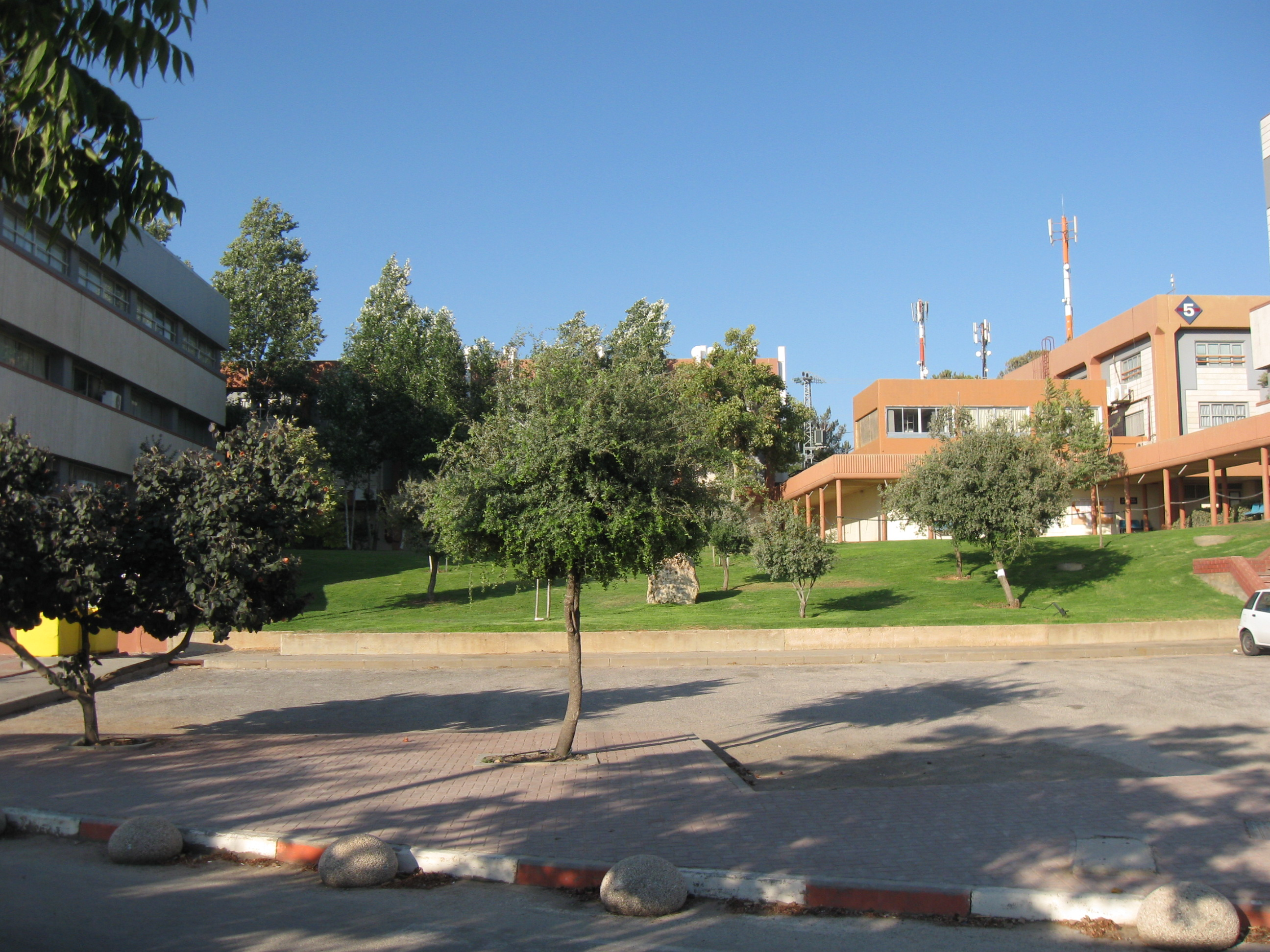
حرم جامعة آرييل

في يناير عام 2014، زار السفير التشيكي توماس بوجار جامعة آرييل. هو أول سفير من دول الاتحاد الأوروبي يزور الجامعة. [23]

## الطلاب وأعضاء هيئة التدريس

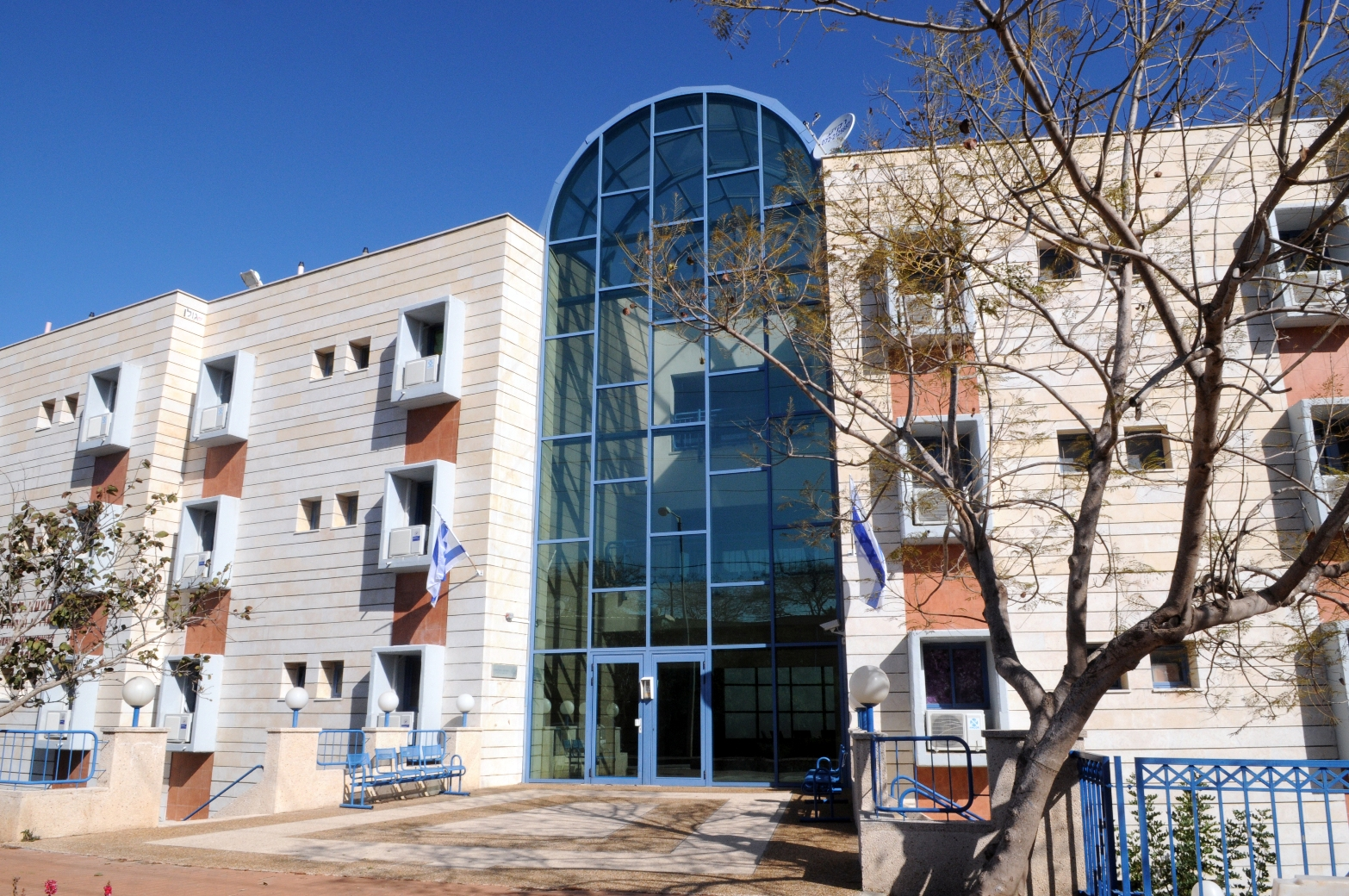
مهجع الطلاب

عدد الطلاب الحاليين في الجامعة حوالي 14000، بما في ذلك اليهود (العلمانية والأرثوذكسية)، العرب والدروز، والإسرائيلين من الأصل الشركس. كما أن لديها أكبر عدد طلاب من الأصل الاثيوبي من أي جامعة إسرائيلية أخرى. [24] [25] [26] اعتبارا من عام 2011 هناك 600 طالب عربي من داخل الخط الاخضر. [27] [28] [29] [30] وبالإضافة إلى ذلك، العديد من أعضاء هيئة التدريس هم من ذوي اليساري. [31]

## مؤتمر السلام
في ديسمبر 2011 عقد مركز جامعة أريئيل مؤتمر خاص بعنوان «أفضل خطط للسلام بين إسرائيل / فلسطين»، بالاشتراك مع مسلم حر التحالف ضد الإرهاب ورئيس المنظمة كمال كمال نواش إلى إيجاد حلول لإنهاء الصراع العربي الإسرائيلي. وحضر المؤتمر كل من العرب واليهود الإسرائيليين والفلسطينيين ومن المناطق التي تسيطر عليها السلطة الفلسطينية في الضفة الغربية. [32] [33]
وقال منظم الحدث، دورون تسور الاسرائيلي انه يريد «خلق واقع حيث يشارك الإسرائيليين والفلسطينيين في عرض أفكارهم السلام. نريد خطة أكثر تفصيلا، يجب أن تكون أكثر شفافية، يمكن لأي شخص يستكشف أن يطرح الأسئلة، ونتوقع استجابة ووسيلة لبناء الثقة، وخلق نوع من الاتفاق، حيث الأغلبية من كلا البلدين يتفق دعونا نفعل استفتاء، دعونا نجعله حقيقة واقعة»[34]

## المحاضرين الزائرين
تستضيف الجامعة محاضرين من الجامعة الأمريكية بالقاهرة كما يزورها المحاضرين من الجامعات في مختلف أنحاء العالم. في عام 2010 جامعة هارتفورد أرسلت أستاذ الاتصالات دون إليس ليدرس دورة في «قضايا الاتصالات والصراع السياسي.» وقال: «هدفي الوحيد هو لمساعدتهم على تحسين مهارات التفكير النقدي التي لا أتوقع أن كلا الجانبين سوف يعترف بالجانب الآخر بأنه على حق.» [35] أستاذ البريطاني جيفري عضو مجلس محلي هو أيضا محاضر زائر في جامعة آرييل، وقال إن أعضاء البرلمان البريطاني الذين يعارضون الجامعة، فعلوا ذلك لأن الجامعة «هي يهودية. وإذا كانت الجامعة فلسطينية لن يعترض سبيل بحق السماء، وهذا هو مؤسسة تعليمية يدرس بها الكثير من الفلسطينين جنبا إلى جنب مع الطلاب اليهود». [36]
و الأستاذ هايلد ليون من جامعة ليبنيز في هانوفر، وهو محاضر زائر في مدرسة الجامعة للهندسة المعمارية، متحدثا عنها انها «بين الرؤية والواقع». [37]

## برامج التعاون الدولي
مركز جامعة آرييل وهو عضو في الرابطة الدولية للجامعات (IAU). [10]
وقد وقعت المركز الجامعي آرييل اتفاقيات التعاون الأكاديمي مع أكثر من 51 من مؤسسات التعليم العالي في جميع أنحاء العالم، بما في ذلك الولايات المتحدة، روسيا، فرنسا، ألمانيا، البرازيل، البرتغال، كوستاريكا، الإكوادور، الأرجنتين، تركيا، بولندا، أوكرانيا، جورجيا، كازاخستان، تايوان وأرمينيا. [12] [13] وهناك شراكة بين جامعة تورنتو وجامعة آرييل في درجة الماجستير في إدارة الأعمال (MBA). [38]
في عام 2008 الرابطة العالمية لمحترفي المخاطر بإنشاء فرع في مركز الجامعة التي تجري دورات المشغل والمؤتمرات الدولية في مركز الجامعة. [11]
في عام 2011 وقع مركز جامعة آرييل وجامعة الأورال الاتحادية اتفاقية تعاون مع مركز الابتكار سكولكوفو، منطقة الأعمال وتكنولوجيا العالية بالقرب من موسكو. [39] ويهدف الاتفاق إلى تزويد الشركات الإسرائيلية للوصول إلى موارد رأس المال والقوى العاملة. [40] وبالإضافة إلى ذلك، فإن المركز بمثابة ممثل الأكاديمية الإسرائيلية للعلوم والإنسانيات في التعاون مع الأكاديمية الروسية للعلوم. [41] [42]
تشارك جامعة آرييل في مشروع ماسة إسرائيل للرحلات الاستكشافية الفضائية فيها الطلاب اليهود في جميع أنحاء العالم يأتون للمرة بين فصل دراسي لدراسة السنة في ارئيل، حوالي 30٪ من الطلاب القادمين للدراسة في آرييل الهجرة إلى إسرائيل في نهاية المشروع. [43]
نظرا لموقعها في الأراضي التي تحتلها إسرائيل، تم استبعاد جامعة آرييل من تلقي التمويل كجزء من برنامج البحوث أفق 2020 الموقعة بين الاتحاد الأوروبي وإسرائيل في عام 2013. [44]

## المقاطعة الأكاديمية
في أبريل 2005، قاطعت الجمعية البريطانية لأساتذة الجامعات (AUT) لفترة وجيزة جامعة بار ايلان عن الترابط الأكاديمية مع الكلية. [45] لكن تم إلغاء المقاطعة مايو 2005. [46]
في عام 2009، أقصت وزارة الإسكان الإسبانية الجامعة من المشاركة في مسابقة معمارية دولية في عام 2009. وأوضحت الحكومة الإسبانية أن قرارهم بمنع الجامعة كان نتيجة كونها تقع في الأراضي الفلسطينية المحتلة. [47] حيث طلبت رابطة مكافحة التشهير من الحكومة الإسبانية ووزارة الطاقة الأمريكية تنحية الباحثين الإسرائيليين من المنافسة الدولية للطاقة الشمسية في مدريد. [48]
في أوائل عام 2011، أعلن 165 أكاديميا إسرائيليا كانوا يقاطعون الجامعة احتجاجا على التوسع الاستيطاني الإسرائيلي. [49] وكتبوا في التماسهم، «آرييل ليست جزءا من الأراضي السيادية لإسرائيل، وبالتالي فإننا لا يمكن أن تكون هناك حاجة للذهاب إلى هناك.» [50]

## أبر المدرسين
- ميل ألكسنبرغ (مواليد 1937)، فنان
- إدوارد بروماشينكو (مواليد 1962)، رئيس مختبر للبوليمرات
- داني دايان (مواليد 1955)، رئيس مجلس يشع ومحاضر في آرييل
- إسرائيل هانيكوغلي، أستاذ الكيمياء الحيوية والبيولوجيا الجزيئية وعلم سابق ومستشار تقنية لرئيس وزراء
- رام كرمي (1931-2013)، مهندس معماري صمم مبنى المحكمة العليا في إسرائيل
- دان مايريستن (مواليد 1938)، الرئيس السابق لمركز جامعة أريئيل

## وصلات خارجية
- Ariel University official site
- Friends of Ariel University
- Ariel University R&D Company Ltd, the technology transfer company of Ariel University Center, israel